# Liposuccion
 (mars 2012).
Si vous disposez d'ouvrages ou d'articles de référence ou si vous connaissez des sites web de qualité traitant du thème abordé ici, merci de compléter l'article en donnant les références utiles à sa vérifiabilité et en les liant à la section « Notes et références ».

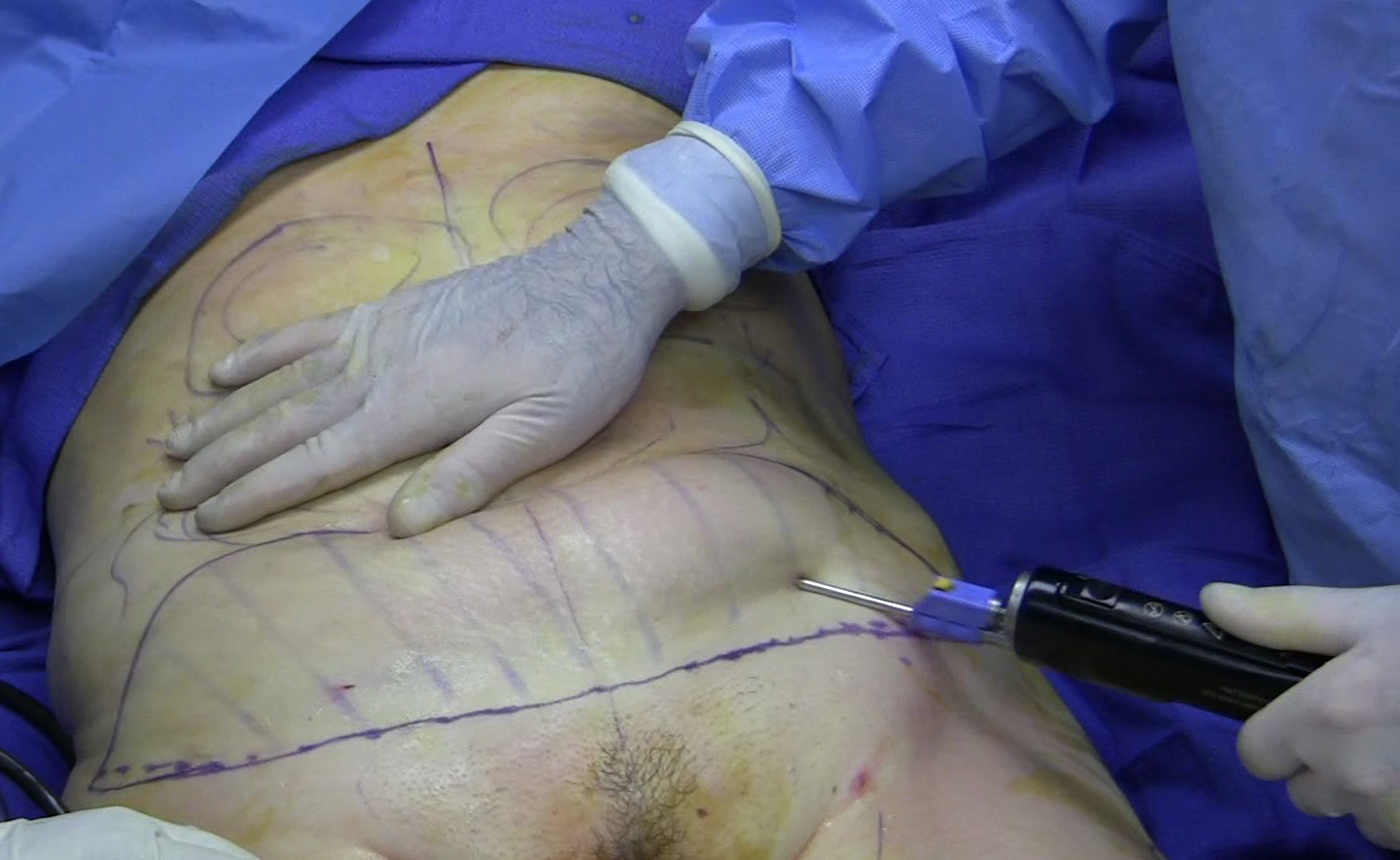
Liposuccion abdominale.

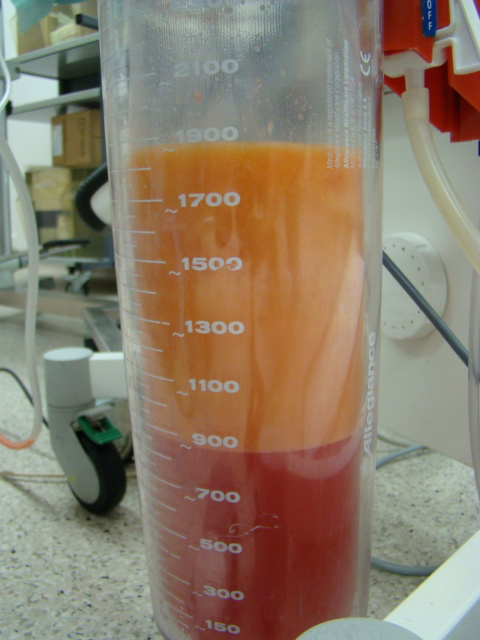
Extrait d'une liposuccion.

La liposuccion (aussi appelée lipoaspiration, liporemodelage ou liposculpture) est une opération de chirurgie esthétique permettant un remodelage de la silhouette (« culotte de cheval » ventre, flancs, cuisses, genoux, mollets, bras, seins chez les femmes) par aspiration des amas graisseux rebelles et profonds (type cellulite) résistants aux régimes amincissants.

## Historique
La première tentative de liposuccion a été réalisée par un chirurgien français, Charles Dujarier, dans les années 1920. Malheureusement, la patiente fut atteinte de gangrène à la suite de l'opération. Ce n'est qu'en 1974 que la liposuccion moderne fut inventée par le dermatologue italien Giorgio Fischer, grâce à la technique de la lipoaspiration par tunnelisation, qui est devenue aujourd'hui l'opération esthétique la plus pratiquée dans le monde.[réf. souhaitée]

## Principe
C'est la seule technique fiable pour retirer efficacement l'excès de tissu adipeux résistant aux régimes. Cette technique ne s'adresse pas aux obèses mais aux personnes qui souhaitent réduire une zone spécifique d'accumulation adipeuse.
Le principe essentiel à retenir est que la cellule graisseuse, l’adipocyte, est en nombre fixe chez un individu après sa puberté ce qui signifie que si on l'aspire, elle disparaît ; c'est définitif. Ainsi la lipoaspiration permet de ne plus du tout grossir dans les zones où le chirurgien est passé. Cependant, il faut veiller à ne pas prendre de kilogrammes ailleurs, car les cellules graisseuses peuvent comme toute cellule se multiplier, ainsi restocker les lipides et la cellulite revient.
La lipoaspiration permet donc de compléter un régime.
La liposuccion peut entraîner deux complications graves : l'embolie graisseuse et l'infection des tissus, provoquant des  délabrements tissulaires et augmentant le risque de septicémie.

## Récupération et soins post-opératoires
La période de convalescence qui suit une liposuccion joue un rôle déterminant dans le succès de l'opération. Juste après l'intervention, durant les premières 24 heures, il est fréquent de ressentir un certain inconfort et de remarquer des bleus sur les zones traitées. Pour gérer la douleur, le chirurgien prescrit des médicaments. Il est aussi souvent conseillé de porter des vêtements compressifs. Ces derniers aident à diminuer l'enflure et soutiennent les tissus en cours de guérison.
Prendre soin de sa peau est essentiel pour réduire le risque de cicatrices. Il est important de suivre les instructions du chirurgien concernant le nettoyage des incisions et l'utilisation de pommades ou de crèmes, ce qui contribue à une meilleure cicatrisation. En ce qui concerne l'exercice physique, il doit être repris petit à petit, en respectant les conseils médicaux. Le retour au travail dépend quant à lui du type d'emploi et de l'ampleur de l'intervention.